# Leptanthura apalpata
Leptanthura apalpata är en kräftdjursart som beskrevs av Johann-Wolfgang Wägele 1981. Leptanthura apalpata ingår i släktet Leptanthura och familjen Leptanthuridae. Inga underarter finns listade i Catalogue of Life.